# 33920 Trivisonno
33920 Trivisonno è un asteroide della fascia principale. Scoperto nel 2000, presenta un'orbita caratterizzata da un semiasse maggiore pari a 2,2482112 au e da un'eccentricità di 0,1693792, inclinata di 5,21358° rispetto all'eclittica.